# Avion de reconnaissance
 (juin 2018).
Les avions de reconnaissance ou de surveillance sont des avions militaires, conçus pour contrôler l'espace aérien et maritime, identifier des objectifs potentiels en territoire ennemi, et plus généralement obtenir des renseignements sur les mouvements d'une force armée. Ce sont également des avions civils utilisés par les services de surveillance météorologique et destinés à l'observation des phénomènes naturels tels que les ouragans par exemple.

## À l'origine
Dès 1794, la France utilisait des ballons pour le réglage des tirs d'artillerie. Les premières photographies aériennes débutèrent en 1856 lorsque Félix Tournachon survola Paris en prenant de nombreuses photographies. La première utilisation militaire ne tarda pas avec le général McClellan en 1862 lors de la guerre de Sécession. Il utilisa un plus léger que l'air pendant le siège de Richmond pour photographier les troupes ennemies. Le conflit franco-prussien de 1870 permit de démontrer l'importance des observations aériennes. Progressivement, les différentes puissances s'équipèrent d'aérostats de telle manière qu'avant la fin du XIXe siècle les principales puissances militaires disposaient toutes d'unités spécialisées dans la reconnaissance aérienne.

## Arrivée de l'aviation
Les premières photographies depuis un avion furent prises, en 1909. En 1911, à l'instigation du Génie, l'armée française testa les plus lourds que l'air pour la reconnaissance (imitée l'année suivante par le Royaume-Uni), alors que l'Allemagne n'utilisait pas d'avions pour la reconnaissance et assigna cette mission aux Zeppelins à partir de 1912. Les succès obtenus par la série de tests de l'armée française provoquèrent des dissensions au sein de l'état-major. La Cavalerie n'appréciait guère se voir retirer une des tâches qui faisaient son prestige. Ainsi en 1914, lorsque débuta la Première Guerre mondiale, l'aviation française n'effectua pas de reconnaissance. Cependant au cours de la première bataille de la Marne, le repérage par deux aviateurs (le lieutenant Prot et le lieutenant Hugel de la VIe armée, partis en reconnaissance sous un ordre du capitaine Georges Bellenger), du changement inattendu de direction vers le sud-est pris par l'armée allemande commandée par Von Kluck, permit une contre-offensive décisive et une meilleure acceptation de l'importance de la reconnaissance aérienne par l'état-major.

## Usages militaires

### La guerre des tranchées
Avec l'apparition de la guerre des tranchées et la mobilité des armées terrestres rendue compliquée voire impossible, l'aviation de reconnaissance évolua vers l'observation et le réglage de l'artillerie. Par ailleurs, les appareils photographiques, les avions, les méthodes d'analyse des photographies se perfectionnèrent, ce qui assura l'apparition de cartes d'état-major précises et détaillées. Dès 1915, les Britanniques testent les premiers avions spécialisés pour la reconnaissance (F.B.5 R.E.5 (en) et R.E.7) tandis que la France ne disposa d'un premier appareil spécialisé que fin 1917 avec le Breguet XIV A-2. Toutefois cette aviation se structura et se spécialisa entre reconnaissance d'armée, observation de corps d'armée et même de division ! Car après l'Artillerie, l'Infanterie voulut également être accompagnée au combat par l'avion.
Ainsi, en 1918, malgré la mise en place de la Division Aérienne par le Général Duval, l'aviation de reconnaissance se limitait aux observations au-dessus du champ de bataille et ne progressant que peu à l'intérieur des lignes ennemies.

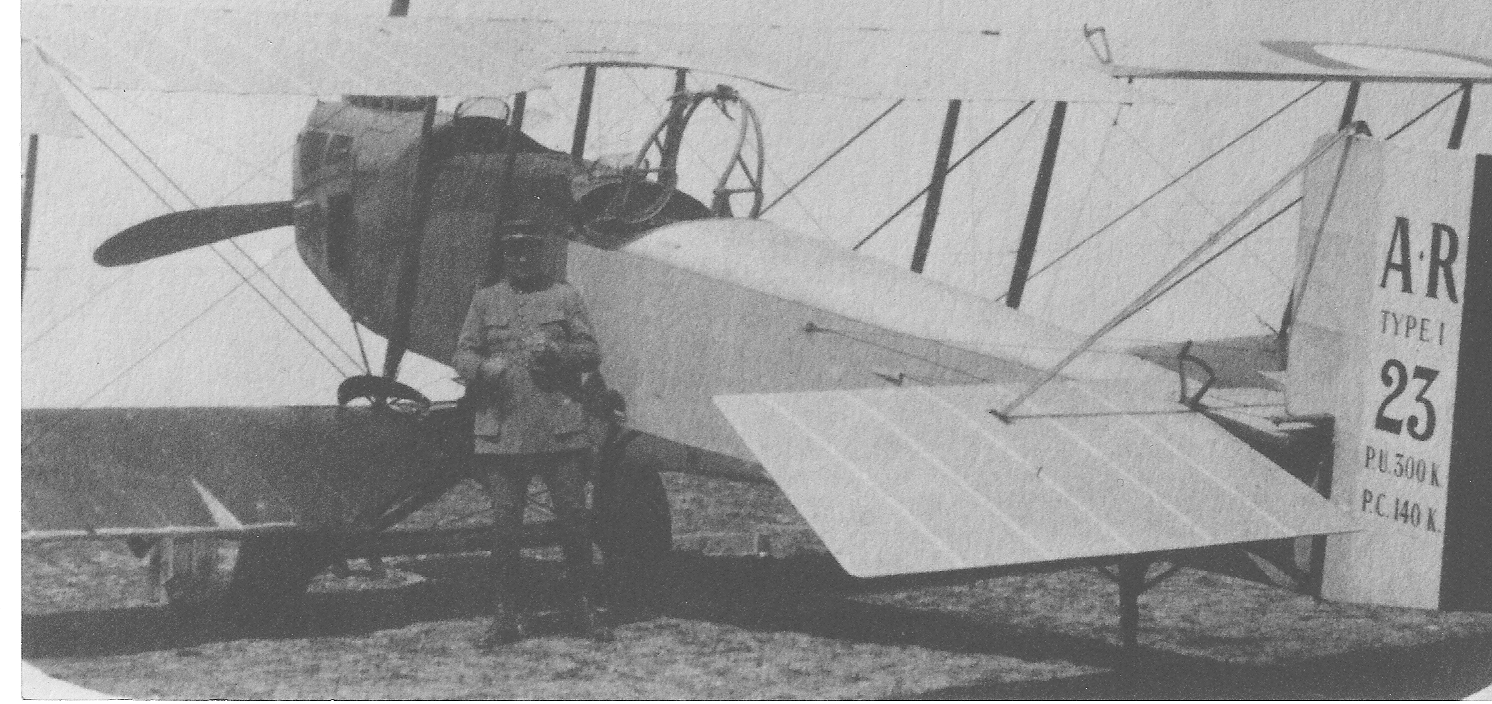
Avion de reconnaissance français Dorand AR.1.
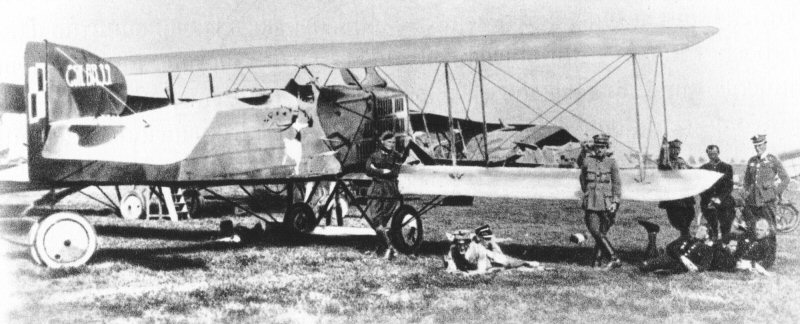
Le Breguet XIV.
Caméra Aeroplane Graflex en action, 1917.

### L'entre-deux-guerres et les premières campagnes de la Seconde Guerre mondiale
En France, en Allemagne et dans beaucoup d'autres pays européens, la reconnaissance aérienne restait un élément important des forces aériennes.

#### Des multimoteurs pour la reconnaissance stratégique
Après la Grande Guerre, les appareils évoluèrent assez peu et la formule du monomoteur biplace resta pendant longtemps la norme. Ce n'est que dans les années 1930 que l'on vit apparaître les premiers multimoteurs. Du côté allemand, la reconstitution de la Luftwaffe accorda une large importance à la reconnaissance ; mais les appareils étaient majoritairement des bombardiers transformés pour ce rôle : Heinkel He 70 puis Dornier Do 17. En France, on assista à plus d'errements. On développa d'abord le Potez 54, devant répondre au programme BCR, puis le Bloch MB-131, dérivés d'un concurrent malheureux du Potez ; ces deux appareils devaient pouvoir effectuer des missions de bombardement. Mais, il s'avérèrent beaucoup trop lents. Leur successeur fut développé à partir du chasseur bimoteur, le Potez 631 ; les Potez 637 puis 63-11 avaient alors des performances similaires à celles de leurs homologues allemands et n'avaient rien à leur envier. La RAF utilisait principalement des bombardiers Blenheim et Lockheed Hudson pour cette mission. En septembre 1939, un officier eut l'idée d'adapter leur meilleur chasseur, le Supermarine Spitfire, en le désarmant et l'équipant de deux appareils photographiques. Une idée qui fut reprise en France sans pouvoir réellement aboutir. 
D'autres nations aéronautiques gardèrent quant à elles le concept du monomoteur multiplace. Si les Pays-Bas utilisaient un appareil à l'aspect archaïque, la Pologne et la Belgique, poussèrent le concept à l'extrême pointe de la modernité. Les premiers développèrent un véritable appareil polyvalent, le PZL 23, tandis que les seconds durent se satisfaire de bombardier Fairey Battle, qui, in fine, ne servirent jamais dans ce rôle ! En URSS également, on resta longtemps sur le concept du monomoteur biplace dont la modernisation fut poussée à l'extrême avec le Nieman R-10. Encore en service en juin 1941, cet appareil montra rapidement leur vulnérabilité face à la chasse allemande.

#### Et pour l'observation
Parallèlement, se déroula une modernisation des appareils d'observation. En effet, dans ce domaine, la formule du biplace monomoteur restait également la norme et on penchait davantage vers les triplaces bimoteurs, pour assurer plus de sécurité. Mais, leurs missions allant de la reconnaissance rapprochée à l'accompagnement au combat, il était difficile de trouver un appareil qui satisfasse pleinement tous ces besoins. C'est en partie ce qui explique l'échec du programme de triplace de travail en France. Ce programme réussit pourtant du côté allemand, donnant naissance au Focke-Wulf Fw 189, voire en Italie ou le Caproni Ca 311 remplaçait les IMAM Ro 37bis d'observation, en juin 1940.
Les autres pays étaient plutôt à la traîne : Pologne, Belgique et Pays-Bas utilisaient encore des appareils développés, au mieux, au début des années 1930. Seul le Japon sortait du lot avec un appareil moderne mais monomoteur à train fixe, donc limité dans ses performances.

### Les leçons des premières années de la Seconde Guerre mondiale

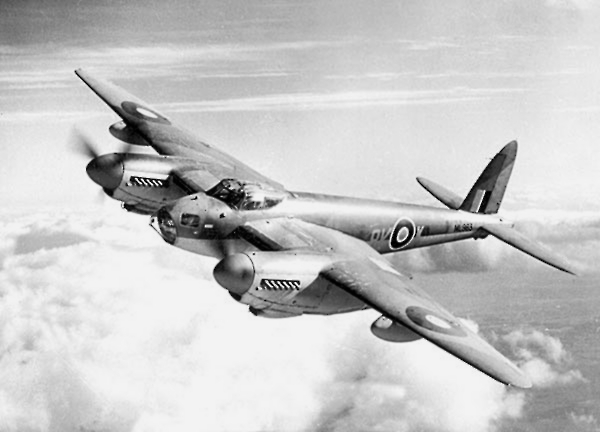
Le De Havilland Mosquito.

#### L'échec des concepts en service
Les Potez 63-11, comme les autres bimoteurs de reconnaissance contemporains, montrèrent clairement leurs limites face à la chasse ennemie. Seul le Bloch MB-174 fut suffisamment rapide pour faire oublier que le concept était lui-même en fin de course. Se dégagèrent alors deux nécessités : voler toujours plus haut ou toujours plus vite ! Une conclusion à laquelle étaient arrivés les Japonais dès 1937. Leur principal appareil de reconnaissance, le Mitsubishi Ki 46 fut en effet développé pour ne compter que sur sa vitesse (son plafond ne dépassait pas les 11 000 m). Si les premiers exemplaires conservaient une unique mitrailleuse pour leur défense, la dernière version en était dépourvue. Elle atteignait les 630 km/h à 5 800 m d'altitude. Cela restait toutefois inférieur à celle des meilleurs chasseurs américains.
Pour la reconnaissance tactique, les monomoteurs biplaces avaient également montré rapidement leur extrême vulnérabilité,. En effet, tant que la supériorité aérienne pouvait être assurée, ce type d'avion n'avait à craindre que les tirs venus du sol. Mais, en l'absence du « parapluie » protecteur de la chasse, le séjour sur les lignes se devait d'être bref, afin de limiter le risque d'interception. Faute de remplaçant immédiatement disponible, et parce que la supériorité aérienne n'était pas un problème, ce type d'appareils fut encore utilisé par les forces de l'Axe sur le front de l'Est, en Afrique du Nord et même en Asie, jusqu'en 1942.

#### L'évolution de la reconnaissance aérienne dans la RAF
Avec sa politique d'utiliser le bombardement comme force de défense, la Royal Air Force devait pouvoir collecter des informations en territoire ennemi. Cela devint plus vrai encore après l'armistice entre la France et l'Allemagne et l'Italie. Les Spitfire modifiés avaient cependant un gros défaut : leur autonomie restait insuffisante, malgré l'augmentation de leur capacité en carburant. Avec le nouveau bimoteur Mosquito, la RAF disposa à partir de 1941 d'un appareil très efficace pour la reconnaissance stratégique grâce à son long rayon d'action ; d'ailleurs les premières productions concernèrent des appareils de reconnaissance et non des bombardiers,. Comme les versions de bombardement, ces Mosquito n'étaient pas armés et ne pouvaient compter que sur leur vitesse. 
Pour la reconnaissance tactique à proprement parler, l'arrivée des commandes de chasseurs américains tomba à point nommé. Équipés d'un moteur Alison ne leur permettant pas de garder des performances suffisantes en altitude, les Curtiss P-40 furent alors utilisés dans ce rôle avant d'être envoyés en Égypte. Ils furent remplacés par les premiers North American Mustang, qui restèrent utilisés dans ce rôle jusqu'à la fin de la guerre, même après le remplacement du moteur Alison par un moteur Merlin fabriqué sous licence. Sur le front de Birmanie, on assista aux modifications de Hawker Hurricane Mk II dans la même optique. Contrairement aux appareils de reconnaissance stratégique, ceux utilisés pour la reconnaissance tactique conservaient leur armement.
Ces expériences firent tache d'huile. Les Américains modifièrent un Lockheed P-38E : à l'imitation de ce qu'avaient entrepris les Britanniques, son armement fut remplacé par trois appareils photographiques. Désigné Lockheed F-4, l’appareil fut le premier de la « fratrie » à effectuer des missions de guerre, ! De même, différentes versions du P-51 Mustang furent modifiées pour la reconnaissance tactique ; la première entra en service en 1943, sur le front de la Tunisie. Ces appareils équipèrent ensuite la reconnaissance française, lorsque l'armée d'Afrique reprit le combat aux côtés des Alliés.
Ainsi, à la fin de la Seconde Guerre mondiale, l'aviation de reconnaissance était un élément important du renseignement militaire. Près de 80 % des renseignements recueillis par les Alliés pendant le conflit provenaient des opérations de reconnaissance.

#### Conservatisme des forces de l'Axe
Côté allemand, on choisit des voies différentes. On paria davantage sur le vol à très haute altitude pour échapper aux interceptions : c'est ainsi que fut développé le Junkers Ju 86 P. Malheureusement, l'appareil souffrit de ses moteurs diesel et surtout, finit par être rapidement intercepté… cela obligea à son retrait du service, quelques mois plus tard. Ne restèrent que les dérivés du Junkers Ju 88, qui était alors le bombardier le plus rapide de l'arsenal allemand. Néanmoins, l'idée de disposer d'un appareil de reconnaissance plus rapide que les chasseurs n'avait pas échappé aux dirigeants allemands : elle se concrétisa avec le biréacteur Arado Ar 234. L'appareil effectua sa première mission le 20 juillet 1944 et se montra très efficace. L'état-major reconnut également l'intérêt d'équiper les chasseurs Bf 109 et Fw 190 pour la reconnaissance ; à chaque amélioration des avions de chasse de nouvelles versions de reconnaissance, armée ou non, faisaient leur apparition.
Avec l'ouverture du front de l'Est l'armée avait également besoin d'une reconnaissance plus tactique, ce qui explique le maintien des Henshel Hs 126 d'observation : l'arrivée des Fw 189 de série ne commença qu'à l'automne 1941 et, dans un premier temps, ils ne vinrent qu'en supplément. La rapide progression des forces de l'Axe était alors assurée par une localisation précise de la ligne de front des troupes ennemies. L'absence de réelle opposition aérienne dans les premiers mois de la guerre permettait d'utiliser des appareils dont le concept était pourtant en fin de vie. À partir de l'été 1942, la montée en puissance de la chasse russe obligea cependant à retirer du service les Hs 126 puis, rapidement, à utiliser des chasseurs modifiés au sein des Nahaufklärungsgruppen. De ce point de vue, on peut dire que l'expérience britannique fut également copiée par l'ennemi ; ce qui prouve la validité du concept.

### Typologie

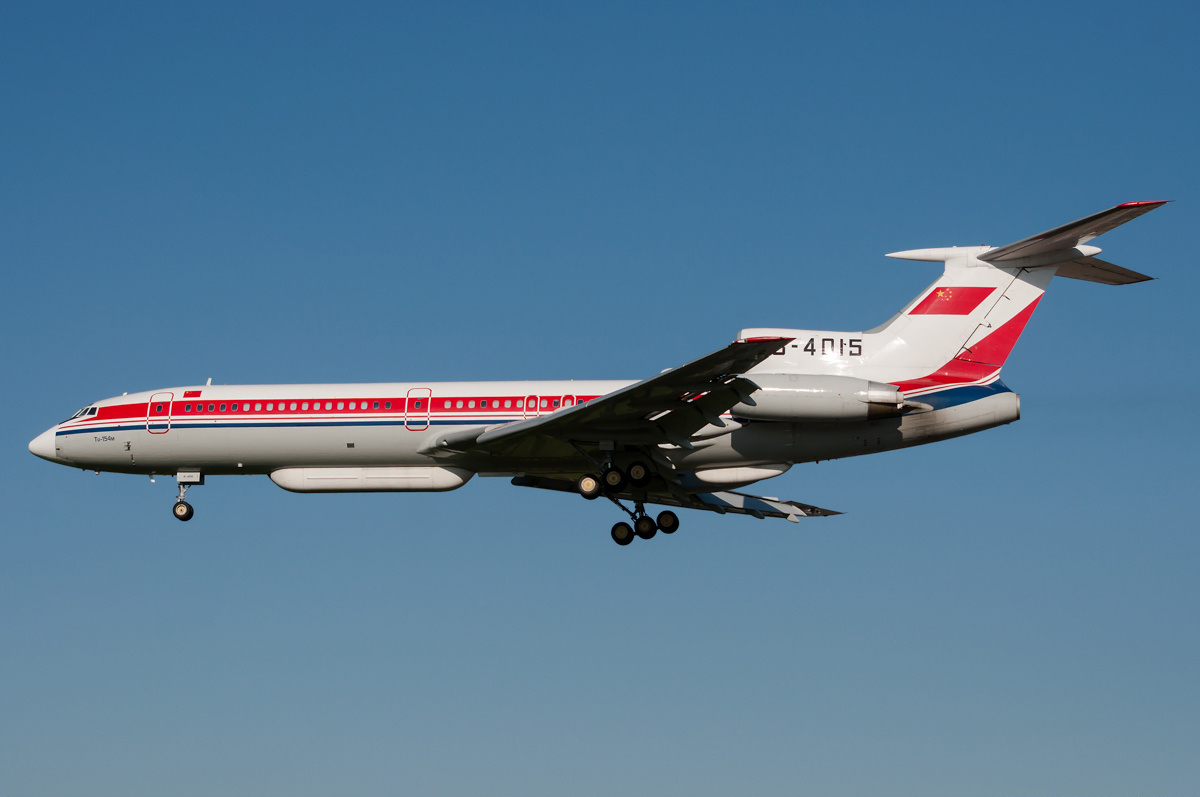
Tupolev Tu-154 de surveillance électronique de la force aérienne chinoise en 2014.

On fait généralement une distinction entre les missions suivantes :
- la reconnaissance photographique, destinée à prendre des photos aériennes de sites sensibles (zones militaires adverses, objectifs d'une prochaine mission, etc.) ;
- la patrouille maritime, destinée à surveiller l'espace maritime ;
- la surveillance aérienne et commandement aéroporté, destinés à surveiller l'espace aérien et coordonner les avions amis ;
- l'observation du champ de bataille, destinée à surveiller l'évolution des combats au sol et à guider le soutien aérien.

Certaines missions effectuées par des avions de guerre électronique, notamment l'écoute des communications radios ennemies, peuvent également être considérées comme des missions de reconnaissance.

#### La reconnaissance photographique

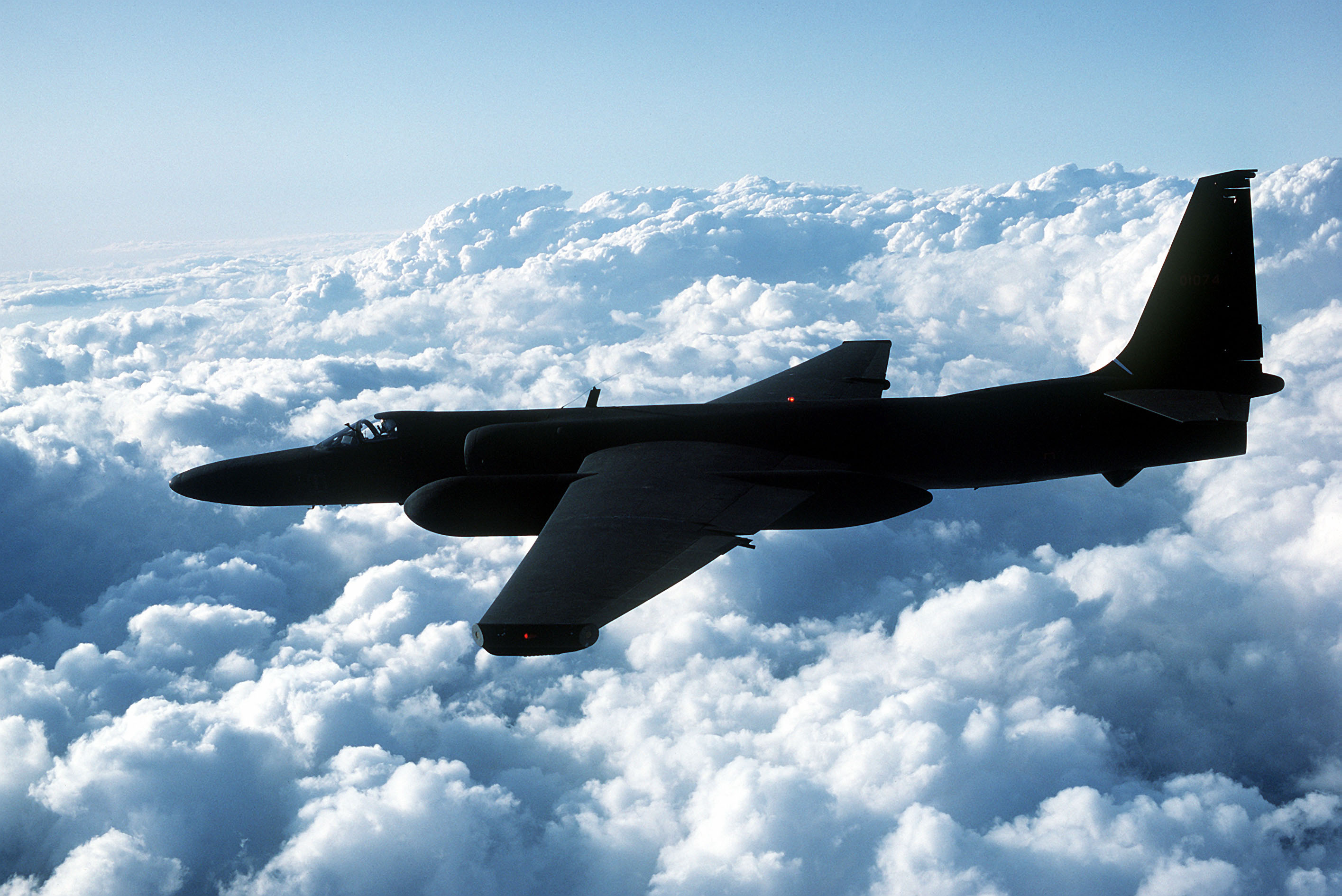
Un avion espion Lockheed U-2.

À partir des années 1950, la reconnaissance photographique fut principalement assurée par des avions de chasse ou des bombardiers équipés de caméras et appareils photo (voir par exemple le RF-84F Thunderflash ou le Mirage IV). Ces avions peuvent également emporter des dispositifs électroniques tels que des radars spéciaux, en général dans un conteneur externe.
Les États-Unis développèrent également deux avions spécialement conçus pour la reconnaissance stratégique à haute altitude. Le premier d'entre eux était le Lockheed U-2 dont un exemplaire fut abattu en 1960 au-dessus de l'URSS. Le second fut le SR-71 Blackbird, version du Lockheed A-12 Oxcart capable de voler à plus de Mach 3 sur de longues distances.
Le développement des satellites d'observation rendit cependant ce type d'avion moins important. Actuellement[Quand ?], l'utilisation de drones de reconnaissance tels le RQ-4 Global Hawk ou le RQ-1 Predator devient de plus en plus importante car elle évite de mettre la vie d'un pilote en danger.

#### La surveillance maritime
Cette activité était, à l'origine, l'apanage d'hydravions ; ces appareils étaient en effet mieux adaptés à l'environnement marins lorsque la fiabilité des moteurs était encore aléatoire. Peu avant la Seconde Guerre mondiale apparurent les premiers avions de reconnaissance maritime ou avion de patrouille maritime. Ils jouèrent un grand rôle dans la lutte contre les sous-marins et le repérages de navires. En raison de leur meilleur aérodynamisme, la fiabilité des moteurs aidant, ils éclipsèrent les hydravions, comme dans les autres domaines de l'aviation.
Outre la participation à la lutte anti-sous-marine, ils sont aussi destinés à surveiller les eaux territoriales et internationales afin de détecter tout navire suspect (contrebande, trafic d'armes, etc.) ou pollueur, et parfois soutenir des opérations de secours en mer. Certaines de leurs missions sont donc bien des missions de reconnaissance et de surveillance.
Des exemples d'avions ce type sont le Lockheed P-3 Orion, le Boeing P-8 Poseidon et le Breguet Atlantic ou encore les Cessna F406. Les patrouilleurs maritimes peuvent être armés de torpilles dans le cas d'une mission lutte anti-sous-marine.

#### La surveillance aérienne et commandement aéroporté

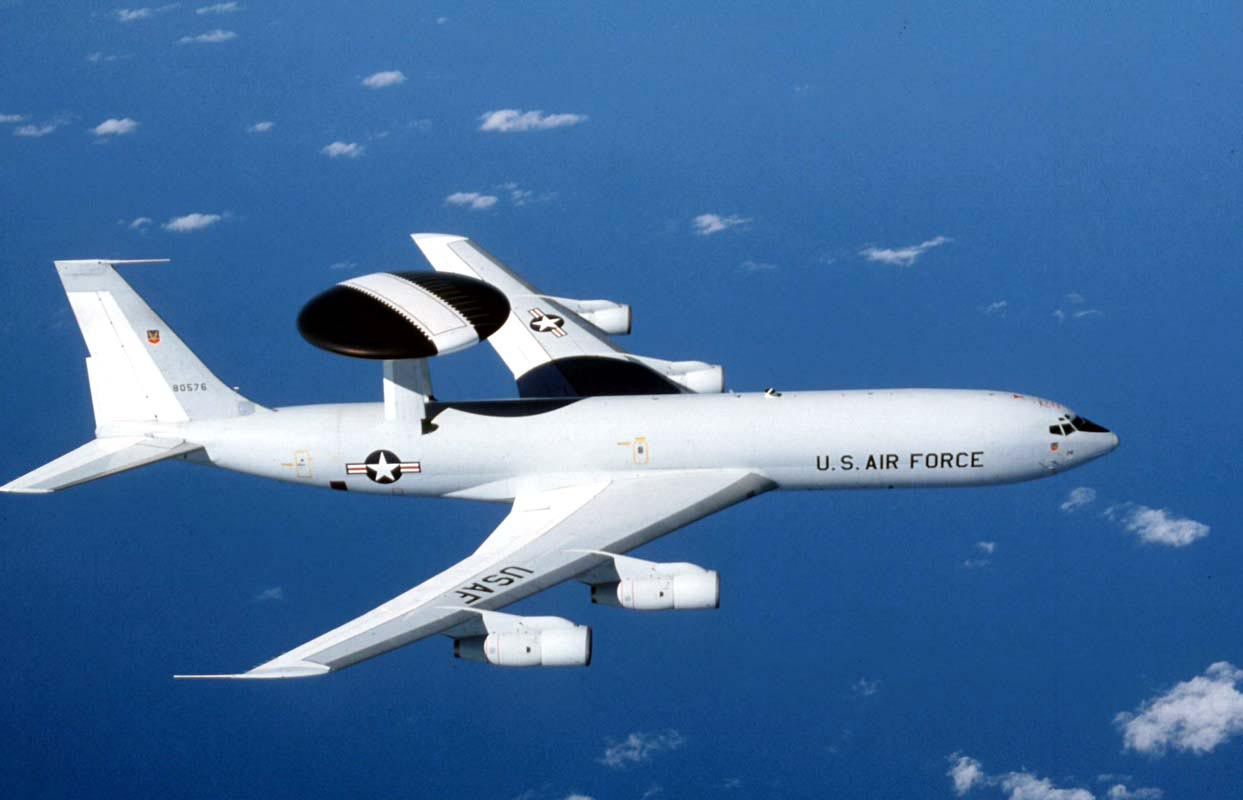
Un Boeing E-3 Sentry de l'USAF.

Dès 1934 et peut-être même avant, l'état-major de l'Armée de l'air eut l'idée de doter les groupes de chasse d'appareils destinés à coordonner l'action des monomoteurs. C'était l'une des missions du chasseur multiplace. Dépourvu d'équipement radar aéroporté, le chef de bord devait repérer l'ennemi et guider la manœuvre de ses camarades à vue ce qui l'aurait immanquablement exposé. De plus les liaisons radio défaillantes rendaient l'exercice parfois impossible. Ces appareils durent donc rapidement être retirés des unités au mois de septembre pour équiper une « escadrille de guet aérien ». Cette unité devait patrouiller le ciel pour repérer les appareils ennemis. Ce type de mission ne donna apparemment que peu de résultat durant la Drôle de Guerre. Mais, il fut repris entre la fin du mois de mai et le début du mois de juin 1940… avec des conséquences assez funestes pour les équipages engagés.
Avec le développement des radars aéroportés, ce concept utopique put être mis en œuvre de façon plus probante. Dès les années 1950, l'US Navy mit en œuvre les premiers avions de type AWACS équipés d'un puissant radar installé sur le dos de l'appareil, permettant à celui-ci de surveiller un large espace aérien et de coordonner les missions des avions de combat situés dans sa zone de surveillance. Aujourd'hui[Quand ?], plusieurs pays disposent d'appareils de commandement aéroporté ; le déploiement de leur force aérienne met toujours en œuvre ce moyen, qui est utilisé quotidiennement pour gérer les différents appareils intervenant au-dessus du théâtre des opérations.

#### La surveillance du champ de bataille
La surveillance du champ de bataille fut la première mission dévolue aux aéronefs. Elle consiste à observer les évolutions des troupes au sol afin de déterminer les points faibles des forces en présence afin d'affecter les renforts au bon endroit ainsi qu'à régler les tirs d'artillerie et à marquer les cibles pour le soutien aérien.
Les premiers aéronefs à effectuer ce type de mission furent les ballons à air chaud et les dirigeables, ensuite ils furent remplacés pendant la Première Guerre mondiale par des avions de reconnaissance plus rapides et donc moins vulnérables. Ces avions, à l'origine de simples sous-versions d'appareils existants, se spécialisèrent. S'ils se différenciaient peu des appareils de reconnaissance, certain engins particuliers furent introduits. Ainsi, les autogires furent un temps pressentis, notamment comme avion d'observation d'artillerie. Au milieu des années 1930, en France comme au Royaume-Uni, des voix s'élevèrent pour prôner l'utilisation d'avions légers, aux performances proches de celles des avions de tourisme, que ce soit pour les missions d'artillerie, ou celle d'accompagnement de l'infanterie.
Si cela n'aboutit qu'à la cession des autogires LeO C.30 à l'artillerie, en France, de l'autre côté de la Manche, une petite section fut mise en place et envoyée au camp de Mourmelon pour faire des essais, durant la Drôle de Guerre ! Un essai opérationnel était prévu à partir de mai 1940. L'attaque allemande obligea à son abandon et manqua tuer de le projet ; mais l’Air Observation Post, parvint à s'imposer durant la campagne d'Afrique du nord. La solution fut reprise par l'allié américain et des avions légers continuèrent d'être utilisés durant les guerres de décolonisation et lors du conflit vietnamien.
Mais pour réaliser ce type de mission, il apparut que les appareils devaient être renforcés car, évoluant à proximité du champ de bataille, ils étaient souvent la cible de la défense anti-aérienne. Cela aboutit à des appareils tels l'OV-1 Mohawk ou l'OV-10 Bronco. Ils étaient aussi dotés d'appareils photographiques, de système infrarouge, de radars pour observer le sol, de fusées éclairantes ou fumigènes pour marquer les cibles, d'appareils radio pour communiquer avec les troupes au sol, le commandement ou le soutien aérien et de lances-leurres pour leur défense. Mais ce type d'avion tend à disparaître étant remplacé par des drones.

## Drone de reconnaissance

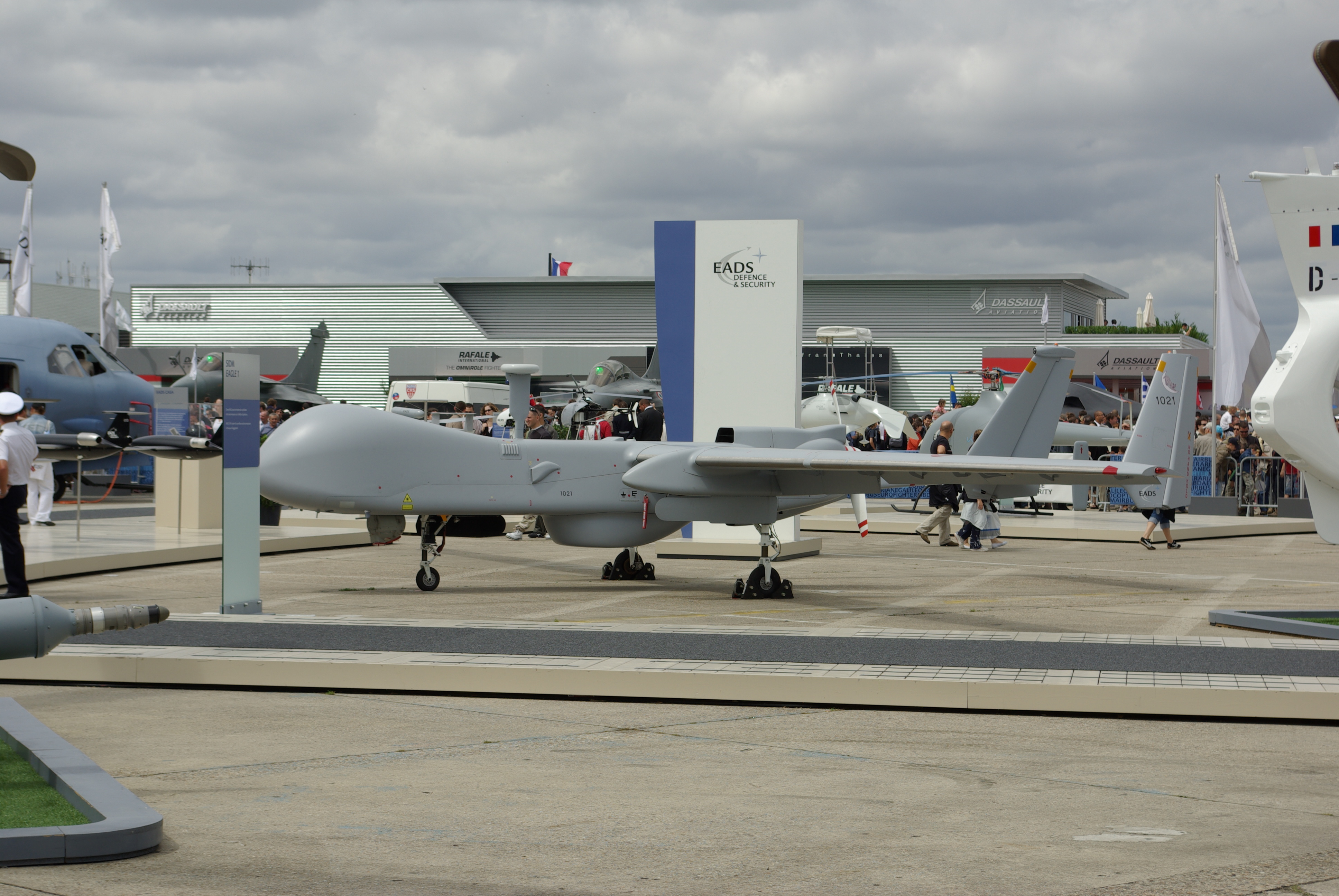
Drone de reconnaissance aérienne EADS Harfang lors du Salon du Bourget de 2007.

On rencontre désormais des drones dévolus à cette mission, on distingue la reconnaissance tactique à courte durée et portée de la reconnaissance stratégique à longue durée et portée. La reconnaissance peut également comporter des missions de renseignement d'origine électromagnétique et d'acquisition d'objectif.

## Source
- MACH 1 l'encyclopédie de l'aviation, Atlas, 1981.
- Revue ICARE, no 229, juin 2014, L'aviation à la VIe armée et au CRP en août et septembre 1914.
- Georges Bellenger, Pilote d'essais : du cerf-volant à l'aéroplane, Paris, L'Harmattan, coll. « Harmathèque », 1995, 271 p. (ISBN 978-2-7384-3219-3, lire en ligne).